# 富士高砂酒造
富士高砂酒造株式会社（ふじたかさごしゅぞうかぶしきがいしゃ）は、静岡県富士宮市にある日本酒の酒造メーカー。超軟水である富士山の伏流水を使った酒造りをしている。

## 歴史

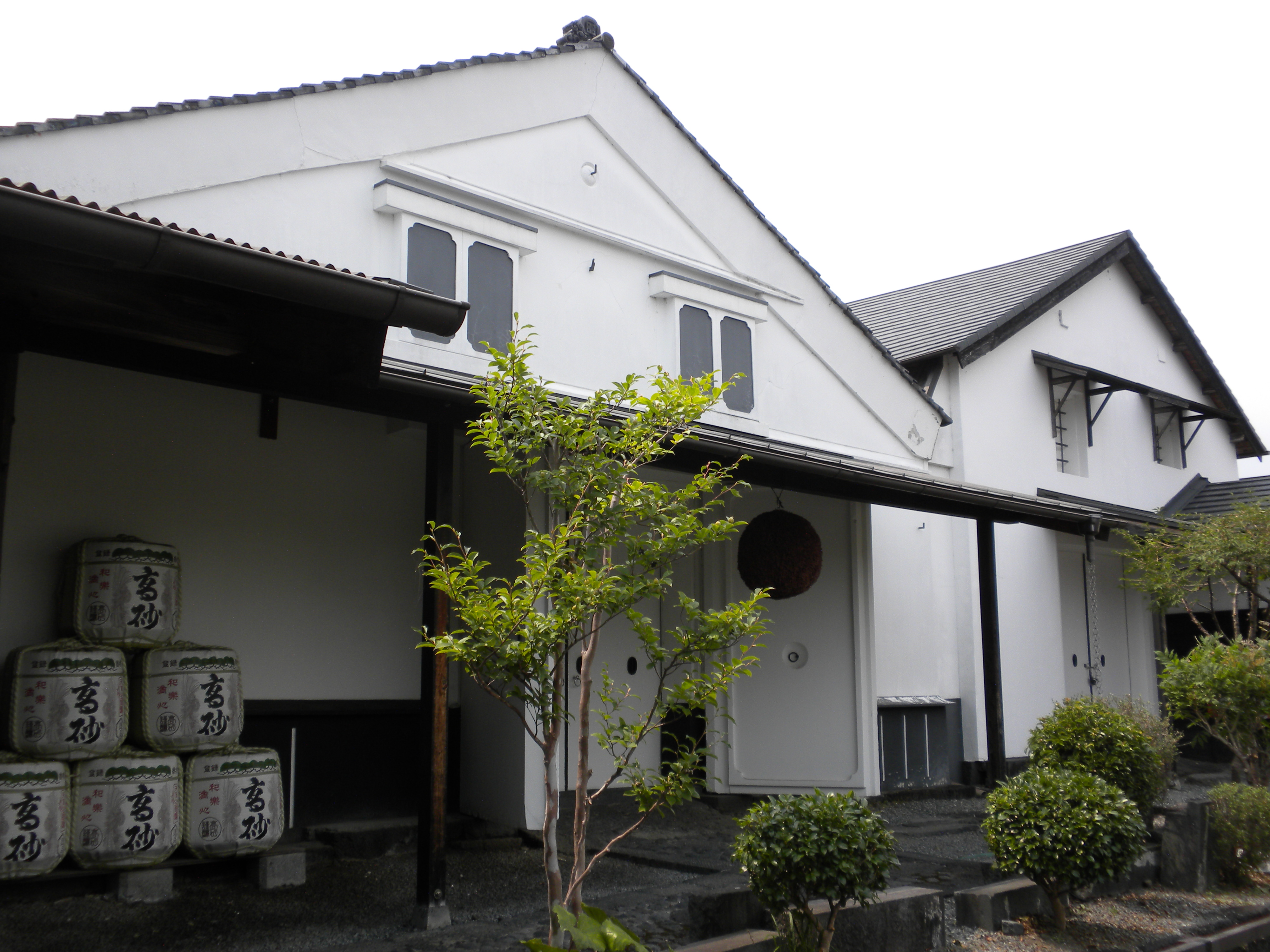
酒蔵

### 山中正吉商店
日野商人（近江商人の一部）である初代山中正吉が天保元年（1830年）に富士郡大宮町（現・富士宮市）で興したことから始まる蔵元である。名を山中正吉商店と言い、屋号は「中屋」とした。山中正吉はそれ以前にも文政年間（1818年～1830年）に天間村（現・富士市）にて酒造業を始めるが失敗し、店舗を閉鎖している。東海道を行商中に吉原宿にて助けた病人が能登杜氏であり、意気投合し天間に創業したという言い伝えがある。
それ以来能登杜氏との関係は続き、山中正吉商店は能登杜氏によって受け継がれていた。メディア等で「能登杜氏四天王」と呼ばれる四者のうち、農口尚彦と中三郎氏が過去在籍していた。現在はそれを受け継いだ地元の杜氏が活躍している。高砂酒造の建築でも薬師蔵と弐号蔵は古く、百数十年以上前の建築が残されている。

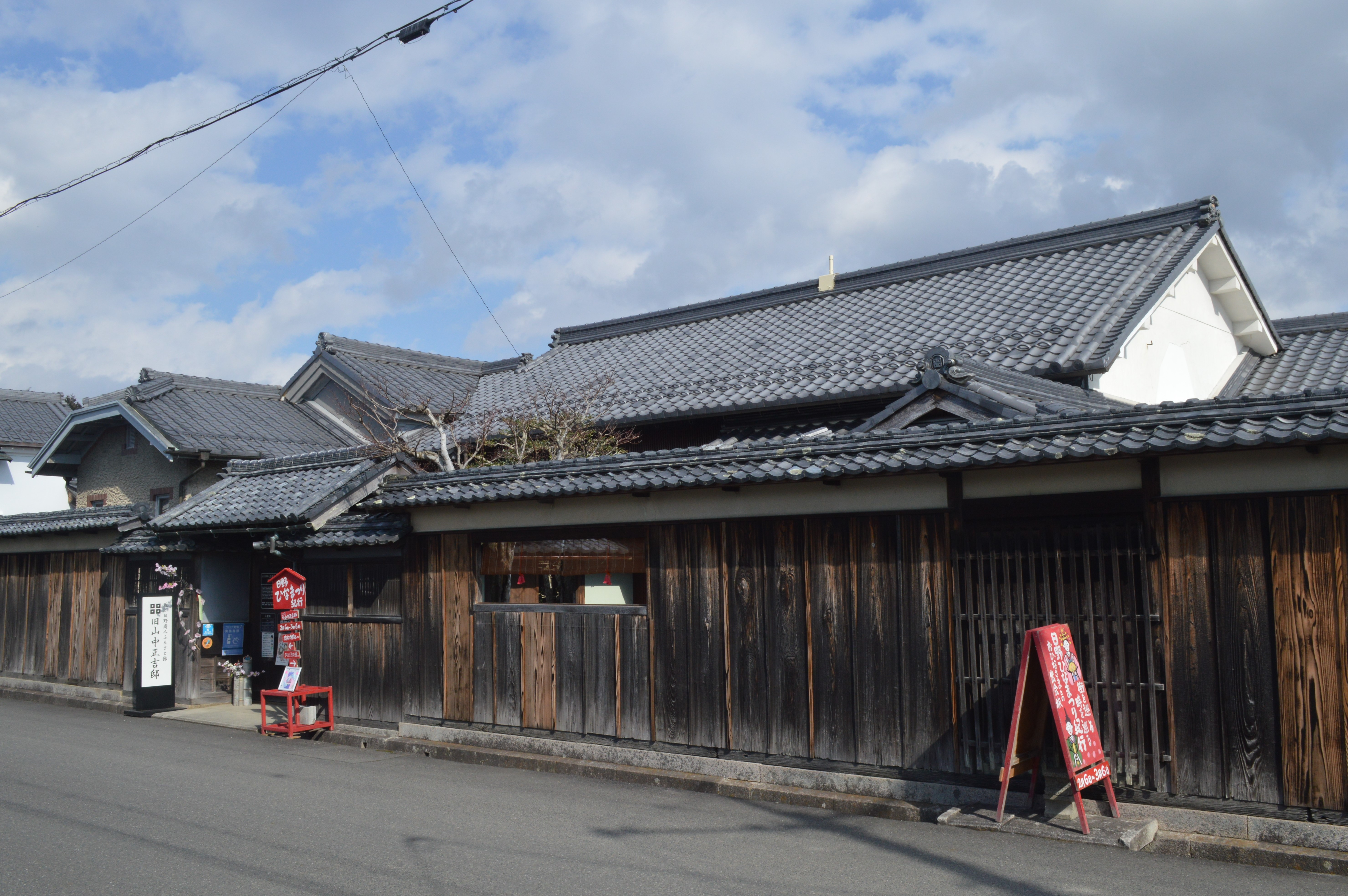
滋賀県日野町にある山中正吉家の本宅

### 二代目以降
二代目正吉は明治26年（1893年）に同町阿幸地欠畑に欠畑酒店を創業し、サイダーやラムネの飲料部を設けたという。二代目の時代に廃仏毀釈から逃れた富士山の下山仏を祀るようになったといい、その菩薩立像は現在も高砂酒造の薬師蔵にて保管されている。薬師蔵は元は壱号蔵と呼ばれていたが、菩薩立像が祀られていたことから薬師蔵と呼ぶようになった。この菩薩立像は薬師堂にあったと伝わるもので、銘文から享保4年（1719年）に江戸神田の鋳物師により制作され奉納されたものであることが分かっている。高砂酒造には菩薩像五体の他に薬師如来三躯が祀られている。
1929年（昭和4年）には山中正吉商店から、小笠郡横須賀町（現・掛川市横須賀）の蔵が山中酒造（現・遠州山中酒造）として分離独立した。1955年（昭和30年）、五代目正吉の時代に株式会社山中正吉商店となった。
六代目・七代目正吉の1997年（平成9年）に富士高砂酒造株式会社となった。2010年度（平成22年度）には店舗兼事務所が第2回富士宮市景観賞で最優秀賞を受賞した。2015年（平成27年）3月26日、店舗兼事務所が富士宮市景観重要建造物（第1号）に指定された。店舗兼事務所は明治初期に磐田市にあった農家住宅を移築したものである。2017年（平成29年）11月9日、富士高砂酒造の新蔵が景観重要建造物に追加指定された。